# エマヌエル・エムボラ
エマヌエル・エムボラ（Emmanuel Mbola、1993年5月10日 - ）は、ザンビアのサッカー選手。ンカナFC所属。元ザンビア代表。ポジションはDF。
名前についてはエマニュエル・エムボラ、エマヌエル・ムボラ、エマニュエル・ムボラなどの表記も見られる。

## クラブ歴
2008年にマイニング・レンジャーズFCで選手となり、同年ザナコFCに移籍。2009年1月にはアルメニアのFCピュニク・エレバンからスカウトを受けて同クラブに加入した。彼はザンビアの選手として初めてUEFAチャンピオンズリーグに出場した選手となり、その試合は2009年7月14日に行われたNKディナモ・ザグレブ戦であった。
2010年2月にはトッテナム・ホットスパーFCへの移籍が囁かれており、同年秋にはアーセナルFCのトライアルも受けたが移籍とはならなかった。またピュニクへの移籍の際に問題があり、これがコンゴ民主共和国のTPマゼンベへの移籍時に問題となった。2010年9月に国際サッカー連盟はピュニクが彼と結んだプロ契約のうち彼が未成年の時の物に誤りがあったと結論づけて、ピュニクの持っていた国際移籍証明書を剥奪した。つまり、この判断によって彼はマゼンベに公式に加入した。
2012年2月には1年契約でポルトガルのFCポルトへレンタル移籍し、Bチームで出場した。2013年9月2日には、イスラエル・プレミアリーグのハポエル・ラーナナAFCにレンタル移籍した。

## 代表歴
ザンビア代表として2008年に初出場して以来、出場を重ねており、ザンビア国内はもとより、アフリカ全体で見ても有望な若手選手と見做されている。また、アフリカネイションズカップで歴代二位の若さで出場した。

## タイトル
ピュニク・エレバン
- アルメニア・インデペンデンスカップ: 2009
- アルメニア・プレミアリーグ: 2009